# Euseboides plagiatus
Euseboides plagiatus är en skalbaggsart som beskrevs av Charles Joseph Gahan 1893. Euseboides plagiatus ingår i släktet Euseboides och familjen långhorningar.
Artens utbredningsområde är Burma. Inga underarter finns listade i Catalogue of Life.